# Francesco Persiani
Francesco Persiani (La Spezia, 29 novembre 1965) è un politico e avvocato italiano, sindaco di Massa dal 26 giugno 2018 al 3 marzo 2023 e nuovamente a partire dal 31 maggio 2023.

## Biografia
Persiani nasce a La Spezia nel 1965. Da bambino si trasferisce con la famiglia a Verona e, dopo essersi diplomato al liceo classico, frequenta l'Università di Firenze, dove si laurea in giurisprudenza. Nel 1988 si trasferisce definitivamente a Massa, dove incontra la futura moglie, un'insegnante delle scuole elementari. Nel 1995 apre uno studio legale dove, attualmente, svolge le funzioni di avvocato penalista. Nel 2016 diventa presidente della camera penale della provincia di Massa-Carrara.
Nel 2018 si candida a sindaco di Massa con una coalizione di centro-destra in vista delle elezioni comunali, dove vince infine al ballottaggio del 24 giugno con il 56,62% dei voti, sconfiggendo il sindaco uscente Alessandro Volpi e diventando il primo sindaco di centro-destra nella storia di Massa dall'introduzione dell'elezione diretta.
Il 1º marzo 2023 viene sfiduciato dal consiglio comunale con 19 voti a favore, venendo perciò costretto a dimettersi dalla carica di sindaco due giorni dopo. Ricandidatosi alle successive elezioni amministrative, viene riconfermato sindaco al ballottaggio con il 54,36%, battendo lo sfidante di centro-sinistra Enzo Ricci.